# Mubarak-al-Kabir-Hafen
Der Mubarak-al-Kabir-Hafen (arabisch ميناء مبارك الكبير, DMG Mīnāʾ Mubārak al-kabīr) ist ein kontroverses, sich im Bau befindendes kuwaitisches Hafenprojekt im Persischen Golf. Die Fertigstellung und Inbetriebnahme des Hafens auf Bubiyan, der größten Insel der kuwaitischen Inselkette, war zunächst für 2016 vorgesehen, wurde dann aber 2018 für das Jahr 2019 angekündigt.

## Geschichte
Während eine Fertigstellung der Hafenanlage zunächst für das Jahr 2016 vorgesehen war, verzögerte sich der Bau. Im September 2020 waren die Hafenbauarbeiten erst zu rund 53 % abgeschlossen.

## Streit um den Hafen
Der geplante Hafen führte zu Kritik im Nachbarland Irak. Eine Untersuchung, durchgeführt von dem irakischen Ökonomen Riyadh Jawad, besagt, dass ein 60-prozentiger Rückgang im Verkehr des nahe liegenden irakischen Hafens Umm Qasr zu erwarten wäre, sollte der kuwaitische Hafen seinen Betrieb aufnehmen. Er zweifelte die Wirtschaftlichkeit des geplanten kuwaitischen Hafens an.
Das Hafenprojekt verschlechtert laut Beobachtern die ohnehin angespannten Beziehung zwischen dem Irak und Kuwait; das Projekt wird von vielen Irakern und der irakischen Regierung als Provokation gesehen und als unnötig empfunden. Die Vereinten Nationen wurden gebeten in der Lösung des Konfliktes zu helfen.
Am 8. September 2011 sagte der irakische Außenminister, dass der Konflikt um das Hafenprojekt Mubarak al-Kabir gelöst wurde. In einer weiteren Stellungnahme des Außenministers erklärt dieser, dass ein Bericht des technischen Stabes nach einem Besuch in Kuwait jegliche Sorgen um den Hafen beseitigt habe.